# Ross 640
Ross 640 är en ensam stjärna i mellersta delen av stjärnbilden Herkules. Den har en skenbar magnitud av ca 13,83 och kräver ett kraftfullt teleskop för att kunna observeras. Baserat på parallax enligt Gaia Data Release 2 på ca 62,9 mas, beräknas den befinna sig på ett avstånd på ca 52 ljusår (ca 15,9 parsek) från solen. Den rör sig bort från solen med en heliocentrisk radialhastighet på ca 24 km/s.

## Egenskaper
Ross 640 är en vit dvärgstjärna av spektralklass DZA5.5. Den har en massa som är ca 0,58 solmassa och har ca 0,0007 gånger solens utstrålning av energi från dess fotosfär vid en effektiv temperatur av ca 8 100 K.
Den kompakta stjärnans spektralklass anger en metallrik atmosfär åtföljd av svagare vätelinjer i dess spektra. En detaljerad analys av dess spektrum visar att Ross 640 är en relativt sval vit dvärg, vilket innebär att den har varit i den vita dvärgfasen i drygt 1 miljard år. Den har ett spektrum som kännetecknas av Balmer-linjer av väte i de synliga bandet och mycket starka joniserade magnesiumlinjer i ultraviolett. Närvaro av tunga element i stjärnans fotosfär anger att den nyligen uppfångat stenigt stoft från dess planetsystem.